# Kněžnice
Kněžnice település Csehországban, a Jičíni járásban. Kněžnice Holenice, Lomnice nad Popelkou, Jinolice, Libuň és Železnice településekkel határos. Lakosainak száma 269 fő (2024. január 1.).

## Népesség
A település lakosságának változását az alábbi diagram mutatja:
| Lakosok száma | 631  | 604  | 580  | 436  | 299  | 267  | 254  | 275  | 275  | 269  |
|               | 1869 | 1900 | 1921 | 1961 | 1980 | 2011 | 2016 | 2019 | 2021 | 2024 |